# Essestorps naturreservat
Essestorps naturreservat är ett naturreservat i Hässleholms kommun i Skåne län.
Området är naturskyddat sedan 2024 och är 28 hektar stort. Det ligger strax nordväst om Hästveda och består av bokskog. 